# Winnipeg Jets
Los Winnipeg Jets (en español, Jets de Winnipeg) son un equipo profesional de hockey sobre hielo de Canadá con sede en Winnipeg, Manitoba. Compiten en la División Central de la Conferencia Oeste de la National Hockey League (NHL) y disputan sus partidos como locales en el Canada Life Centre.
El equipo fue fundado en 1999 en Atlanta (Georgia) con el nombre de Atlanta Thrashers. En mayo de 2011 el grupo inversor True North Sports & Entertainment compró los Thrashers y los trasladaron a Winnipeg. Los nuevos propietarios renombraron a la franquicia como Winnipeg Jets en honor a la franquicia original fundada en 1972 en la World Hockey Association y que en 1996 se trasladó a Phoenix, donde actualmente es conocida como Arizona Coyotes.

## Historia

### Winnipeg en la NHL
Antes de la creación de esta franquicia, la ciudad de Winnipeg estuvo representada en las ligas profesionales por Winnipeg Jets. El equipo se creó en 1972 como uno de los 12 primeros participantes de la World Hockey Association, liga que aspiraba a competir con la National Hockey League. Durante la breve existencia de ese torneo, los Jets fueron uno de los clubes más potentes, con tres ligas (1976, 1978 y 1979) y dos subcampeonatos (1973 y 1977). Además, destacó por ser uno de los primeros clubes norteamericanos en rastrear el mercado europeo.
En 1979 la WHA fue absorbida por la NHL. La liga nacional aceptó a cuatro clubes del extinto campeonato, entre ellos Winnipeg Jets, a partir de la temporada 1979/80. En sus primeros años Winnipeg no se adaptó bien al torneo, y finalizó en las últimas posiciones. Sin embargo, su situación mejoró con la llegada de jugadores como Dale Hawerchuk o el finlandés Teemu Selanne.
En los años 1990 la debilidad del dólar canadiense afectó a la economía de los equipos de ese país, entre ellos Winnipeg. Pese al fuerte apoyo de toda la provincia de Manitoba, el mercado de Winnipeg era uno de los más pequeños, y el interés de la liga por expandirse a nuevos mercados como el sur de Estados Unidos se puso en su contra. Finalmente, la franquicia fue vendida en 1996 a un grupo inversor de Arizona, que la trasladó a Phoenix para crear los Phoenix Coyotes. El principal equipo de la ciudad pasó a ser Manitoba Moose, que jugaba en la American Hockey League, una de las ligas menores de la NHL.

### Venta de Atlanta a Winnipeg

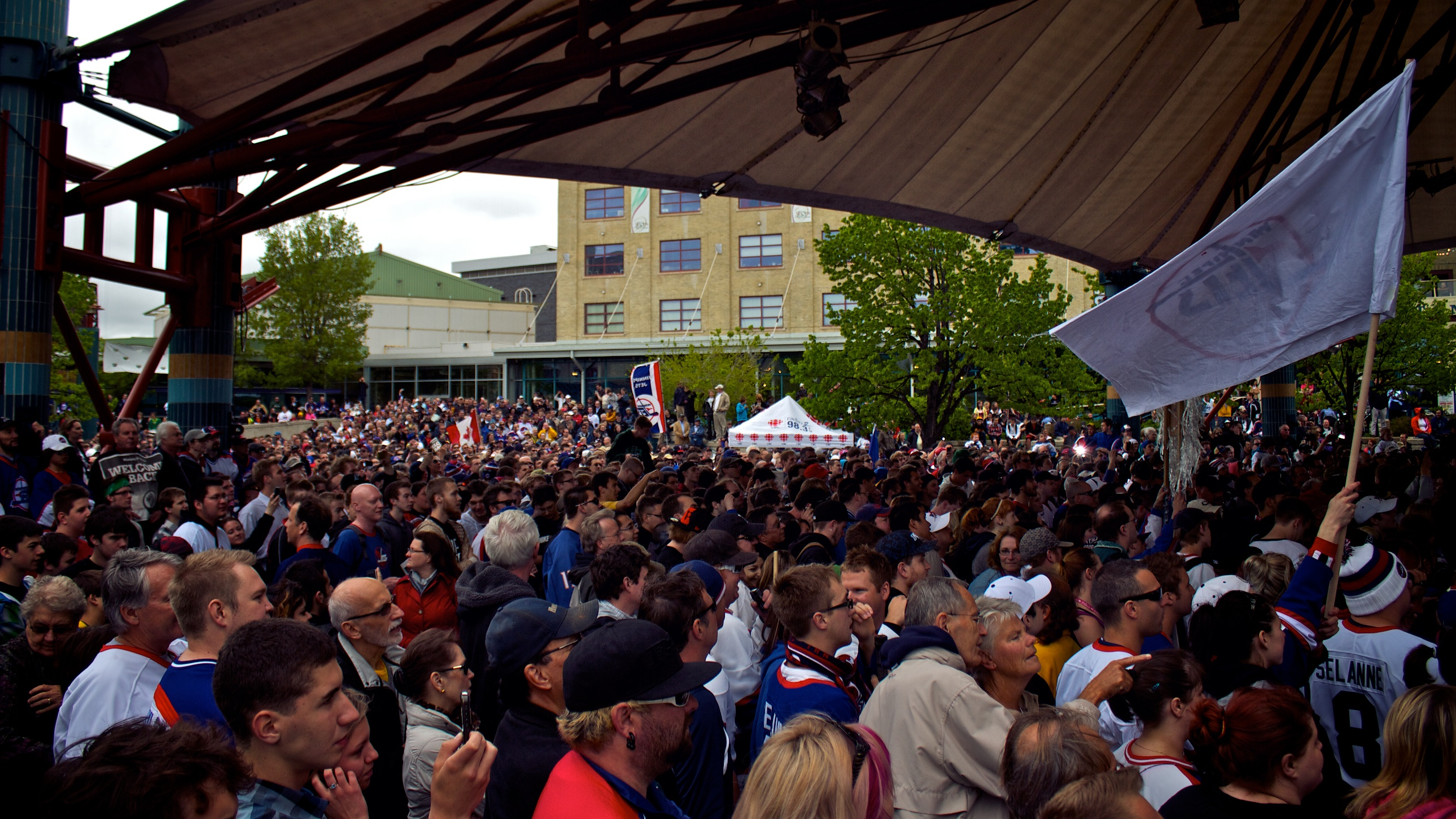
Los ciudadanos de Winnipeg salieron a la calle para celebrar el regreso de su ciudad a la NHL.

Tras el traslado, surgieron iniciativas empresariales para luchar por una franquicia en la NHL. La más destacada fue True North Sports and Entertainment, presidida por Mark Chipman y auspiciada por el empresario millonario David Thomson. La iniciativa implicó la compra de Manitoba Moose y la construcción de un nuevo arena con capacidad para 15.000 espectadores, el MTS Centre, que se inauguró en 2004. Su primer intento serio para recuperar la plaza en la NHL tuvo lugar en 2009, cuando Chipman mantuvo conversaciones con el Comisionado de la NHL, Gary Bettman, para adquirir los Phoenix Coyotes, que en ese momento declararon la bancarrota, y trasladarlos a Winnipeg. Sin embargo, esa iniciativa no prosperó porque la liga quería mantener al club en la zona suroeste de Estados Unidos.
Cuando la iniciativa de los Coyotes no prosperó, se iniciaron conversaciones para adquirir otro club con problemas, Atlanta Thrashers. Se fundó en 1999 como franquicia de expansión para Atlanta, ciudad que ya contó con otro equipo —Atlanta Flames— en los años 1970. Pese a ser un intento para expandir el hockey sobre hielo al sur de Estados Unidos, el equipo no funcionó tanto en lo deportivo como en lo económico, y su estadio fue uno de los que menos afluencia registró. En enero de 2011 sus propietarios anunciaron que perdieron 130 millones de dólares en seis años, y pusieron la franquicia a la venta.
El 31 de mayo de 2011, la NHL dio una rueda de prensa para anunciar que True North había comprado los Atlanta Thrashers, con la intención de trasladarlos a Winnipeg lo antes posible. El grupo pagó 170 millones de dólares, más una tasa de 60 millones para hacer efectivo el cambio de ciudad. Por otro lado, el grupo trasladaría a Manitoba Moose, su equipo de la AHL, a San Juan de Terranova. La venta tuvo mucha aceptación en Winnipeg, y antes de que se oficializara el acuerdo ya se habían vendido 13.000 abonos de temporada. El acuerdo fue aprobado por el consejo de la liga el 21 de junio.

### Primeros años de la franquicia
Como nombre se optó por recuperar Jets (en castellano, avión de reacción), que fue el más apoyado por los aficionados. Los derechos del nombre pertenecían a Phoenix Coyotes, equipo que desde 2009 está gestionado por la National Hockey League. Por ello, la liga no puso impedimentos para ceder la denominación Winnipeg Jets al nuevo club. El nombre se oficializó en el draft de 2011, celebrado el 24 de junio.
En el plano deportivo, se contrató como director general a Kevin Cheveldayoff y como entrenador a Claude Noel, mientras que su primera elección en el draft de 2011 fue Mark Scheifele. La base de la plantilla fue la misma que usó Atlanta Thrashers en la temporada 2010/11, con Andrew Ladd como capitán.
Durante la temporada 2013/14, entrenador Claude Noel fue despedido de los Jets y fue reemplazado por Paul Maurice. En la temporada 2014/15, los Jets calificó para la postemporada por la primera vez desde su movimiento desde Atlanta. No obstante, el equipo perdió en la primera ronda a los Anaheim Ducks en una barrida de cuatro partidos.

## Escudo y equipación

Escarapela del AIRCOM.

### Escudo
El escudo y nombre de Winnipeg Jets toma como referencia los vínculos de la ciudad con el Mando Aéreo de las Fuerzas Canadienses (AIRCOM) en general, y el mando de Winnipeg (conocido como 17 Wing) en particular. El escudo es una adaptación de la escarapela militar de Canadá, con un avión de reacción plateado en el centro. Debajo de él, se encuentra la hoja de arce roja. Aunque esta hoja es un símbolo de Canadá, el club tuvo que pedir permiso a otra franquicia de la liga, Toronto Maple Leafs, que no puso impedimentos.
El escudo alternativo también toma como referencia los vínculos de Winnipeg con la aviación militar, y se asemeja a un escudo militar. Simula una insignia de capitán plateada, con la hoja de arce canadiense en rojo, sobre dos sticks de hockey cruzados. Las equipaciones no se harán públicas hasta septiembre de 2011, días antes del inicio de la temporada.

## Estadio

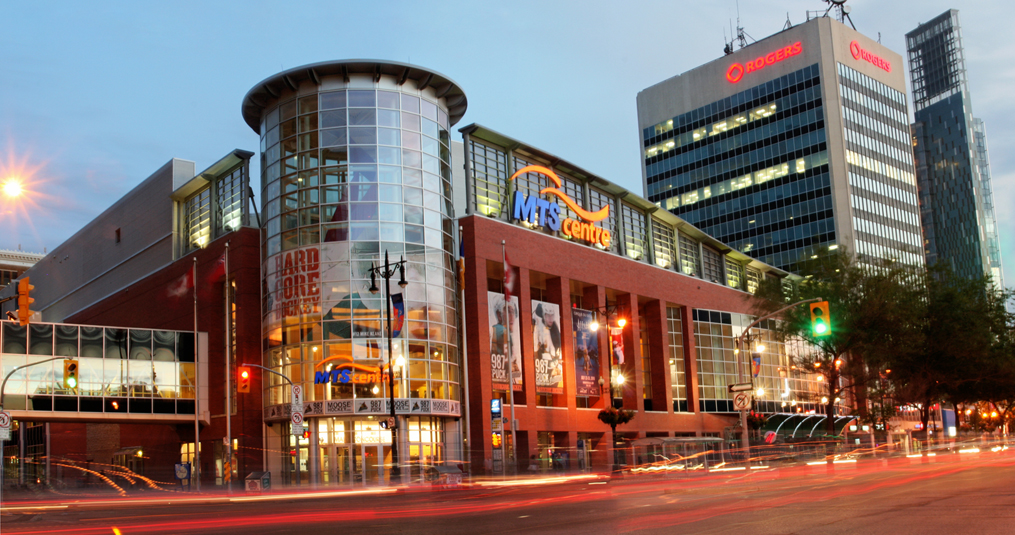
Fachada del MTS Centre en Winnipeg.

El estadio donde Winnipeg Jets juega sus partidos como local es el MTS Centre, un recinto situado al centro de Winnipeg. Sus obras comenzaron en abril de 2003 y se inauguró el 16 de noviembre de 2004. Aunque es un pabellón multiusos que puede albergar conciertos, se usa principalmente para partidos de hockey sobre hielo. Está gestionado por True North Sports & Entertainment, propietarios de la franquicia de hockey, y debe su nombre a un acuerdo de patrocinio con la empresa telefónica Manitoba Telecom Services.
El recinto se construyó específicamente para albergar una franquicia de hockey sobre hielo en la National Hockey League. El anterior pabellón multiusos de la ciudad, el Winnipeg Arena, se había quedado pequeño y el grupo True North afirmó que la construcción de un nuevo campo era esencial para regresar a la NHL. Hasta el regreso de los Jets, el estadio era utilizado por Manitoba Moose de la American Hockey League.
La cancha de hockey sobre hielo tiene capacidad para 15.015 espectadores, ampliable a 16.000 para conciertos.